# Wereldkampioenschap voetbal 2006 (achtste finale) Italië - Australië
Deze pagina is een subpagina van het artikel Wereldkampioenschap voetbal 2006. Hierin wordt de wedstrijd in de 1/8 finale tussen Italië en Australië gespeeld op 26 juni nader uitgelicht.

## Wedstrijdgegevens
| Datum                | 26 juni 2006                         | 26 juni 2006                         |
| Stadion              | Fritz-Walter-Stadion, Kaiserslautern | Fritz-Walter-Stadion, Kaiserslautern |
| Toeschouwers         | 46,000                               | 46,000                               |
| Scheidsrechter       | Luis Medina Cantalejo                | Luis Medina Cantalejo                |
| Assistenten          | Victoriano Giraldez Pedro Medina     | Victoriano Giraldez Pedro Medina     |
| Vierde man           | Eric Poulat                          | Eric Poulat                          |
| Man van de wedstrijd | Francesco Totti                      | Francesco Totti                      |
|                      | Italië                               | Australië                            |
| Doelpunten           | 1                                    | 0                                    |
| Gele kaarten         | 3                                    | 3                                    |
| Rode kaarten         | 1                                    | 0                                    |
| Wissels              | 3                                    | 1                                    |
| Schoten op doel      | 6                                    | 4                                    |
| Schoten naast doel   | 11                                   | 8                                    |
| Overtredingen        | 17                                   | 26                                   |
| Hoekschoppen         | 2                                    | 2                                    |
| Buitenspel           | 2                                    | 2                                    |
| Strafschoppen        | 1                                    | 0                                    |
| Balbezit (tijd)      | 26                                   | 37                                   |
| Balbezit (%)         | 41%                                  | 59%                                  |

| Italië | 1 – 0          | Australië |
| Francesco Totti 90+5' (strafschop) | goals (assist) | |
| Marcello Lippi | bondscoach     | Guus Hiddink |
| Gianluigi Buffon Fabio Grosso Fabio Cannavaro Alessandro Del Piero 75' Gennaro Gattuso Luca Toni 56' Alberto Gilardino 46' Gianluca Zambrotta Simone Perrotta Andrea Pirlo Marco Materazzi | opstellingen   | Mark Schwarzer Lucas Neill Craig Moore Tim Cahill Jason Čulina Mark Viduka Vince Grella Scott Chipperfield Luke Wilkshire 81' Mile Sterjovski Marco Bresciano |
| Vincenzo Iaquinta 46' Andrea Barzagli 56' Francesco Totti 75' | wissels        | 81' John Aloisi |
| Fabio Grosso 29' Gennaro Gattuso 89' Gianluca Zambrotta 90+1' | gele kaarten   | 23' Vince Grella 49' Tim Cahill 61' Luke Wilkshire |
| Marco Materazzi 50' | rode kaarten   | |

## Nabeschouwing
De Italianen kregen in de laatste seconde van de wedstrijd een strafschop toegekend, na het benutten hiervan gingen ze door naar de kwartfinale.

## Overzicht van wedstrijden
| Groepswedstrijden | | | |
| Groep A | Groep B | Groep C | Groep D |
| Duitsland - Costa Rica Polen - Ecuador Duitsland - Polen Ecuador - Costa Rica Ecuador - Duitsland Costa Rica - Polen             | Engeland - Paraguay Trinidad en Tobago - Zweden Engeland - Trinidad en Tobago Zweden - Paraguay Zweden - Engeland Paraguay - Trinidad en Tobago | Argentinië - Ivoorkust Servië en Montenegro - Nederland Argentinië - Servië en Montenegro Nederland - Ivoorkust Nederland - Argentinië Ivoorkust - Servië en Montenegro | Mexico - Iran Angola - Portugal Mexico - Angola Portugal - Iran Portugal - Mexico Iran - Angola                               |
| Groep E | Groep F | Groep G | Groep H |
| Italië - Ghana Verenigde Staten - Tsjechië Italië - Verenigde Staten Tsjechië - Ghana Tsjechië - Italië Ghana - Verenigde Staten | Australië - Japan Brazilië - Kroatië Brazilië - Australië Japan - Kroatië Japan - Brazilië Kroatië - Australië                                  | Frankrijk - Zwitserland Zuid-Korea - Togo Frankrijk - Zuid-Korea Togo - Zwitserland Togo - Frankrijk Zwitserland - Zuid-Korea                                           | Spanje - Oekraïne Tunesië - Saoedi-Arabië Spanje - Tunesië Saoedi-Arabië - Oekraïne Saoedi-Arabië - Spanje Oekraïne - Tunesië |
| Achtste finales | | | |
| Duitsland - Zweden Argentinië - Mexico                                                                                           | Italië - Australië Zwitserland - Oekraïne | Engeland - Ecuador Portugal - Nederland | Brazilië - Ghana Spanje - Frankrijk                                                                                           |
| Kwartfinales | | | |
| Duitsland - Argentinië | Italië - Oekraïne | Engeland - Portugal | Brazilië - Frankrijk |
| Halve finales | | | |
| Duitsland - Italië | Duitsland - Italië | Portugal - Frankrijk | Portugal - Frankrijk |
| Troostfinale | | | |
| Duitsland - Portugal | | | |
| Finale | | | |
| Italië - Frankrijk | | | |